# تطور الطيات ثلاثية الأبعاد

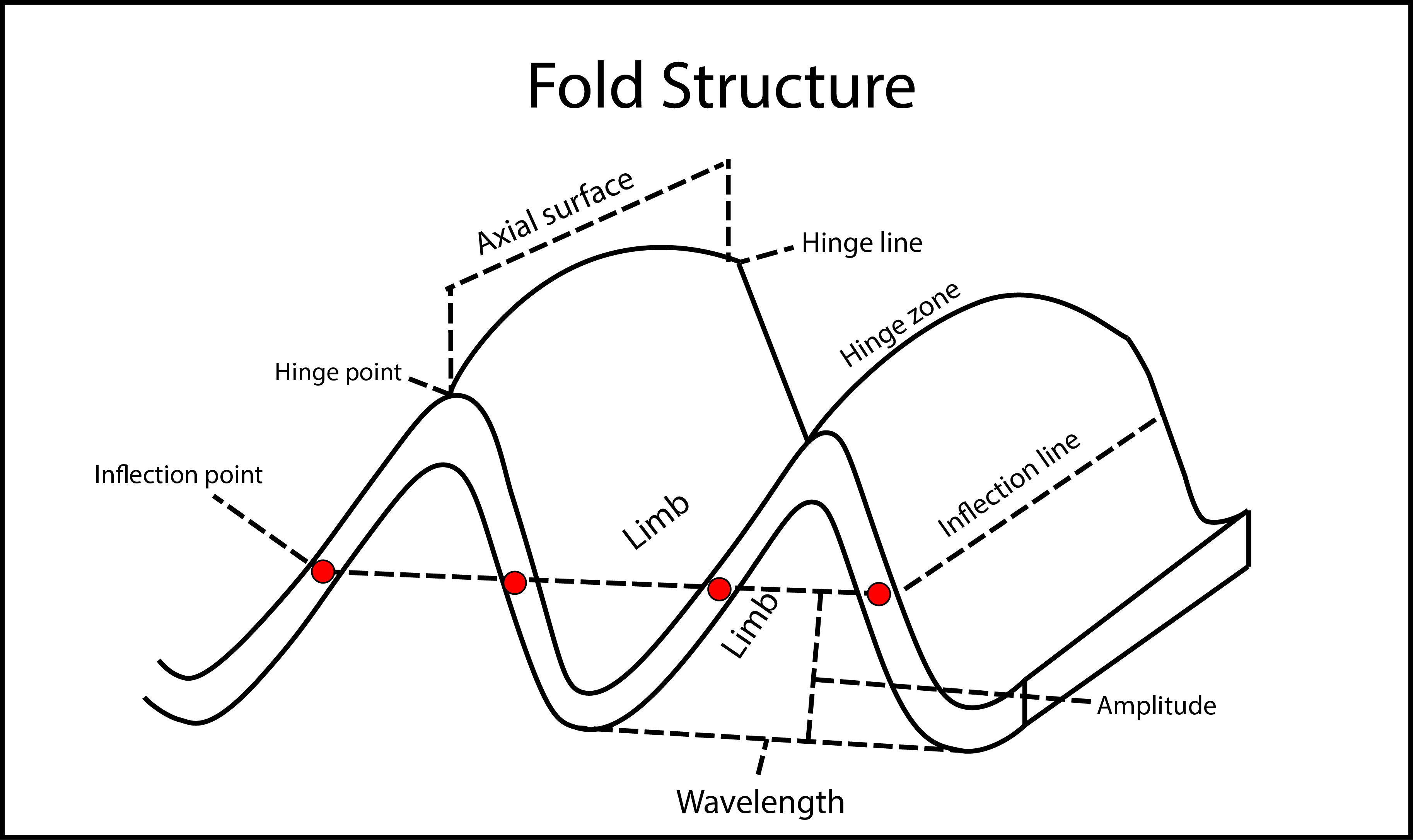
البنية الأساسية للطية

الشكل 1: نمو الطيات ثلاثية الأبعاد تحت الإجهاد الانضغاطي. يمثل اللون الأصفر والبرتقالي والأحمر الارتفاع، حيث يشير اللون الأفتح إلى ارتفاع أعلى.

في علم الجيولوجيا، تطور الطيات ثلاثية الأبعاد 3D fold evolution هو دراسة البنية ثلاثية الأبعاد الكاملة للطية مع تغيرها مع الوقت. الطية هي بنية جيولوجية ثلاثية الأبعاد شائعة ترتبط بتشوه الإجهاد. يمكن تقسيم تطور الطيات في ثلاثة أبعاد على نطاق واسع إلى مرحلتين، وهما نمو الطيات وارتباط الطيات. يعتمد التطور على حركية الطيات، وآلية الطيات، بالإضافة إلى تقرير عن التاريخ وراء الطيات والعلاقات التي يمكن من خلالها فهم عمر الطيات. هناك عدة طرق لإعادة بناء تقدم تطور الطيات، ولا سيما باستخدام الأدلة الترسيبية والأدلة الجيومورفولوجية والترميم المتوازن [الإنجليزية].

## نمو الطيات ثلاثي الأبعاد

الشكل 2: عرض الخريطة (الأعلى) وعرض المقطع العرضي (الأسفل) لنمو الطيات

تحت الإجهاد الانضغاطي compressional stress، تنمو الطيات في جميع الأبعاد الثلاثة، بما في ذلك تضخيم الطيات الرأسية وانتشار الطيات الجانبية، سواء على طول قمة الطيات أو بشكل عمودي على قمة الطيات. يمكن ملاحظة نمو الطيات ثلاثي الأبعاد في مناطق مثل جبال زاغروس في العراق وإيران وكذلك سلسلة جبال ويلر في كاليفورنيا بالولايات المتحدة.

### هيكل الطية
يمكن وصف البعد الرأسي للطية بأنه سعة amplitude. يمكن وصف البعد الأفقي للطية من خلال طول الموجة وخط المفصل hinge line للطية. مع نمو الطية في ثلاثة أبعاد، فإن السعة وطول الموجة وطول خط المفصل سوف تزداد.

### طيات الغمد

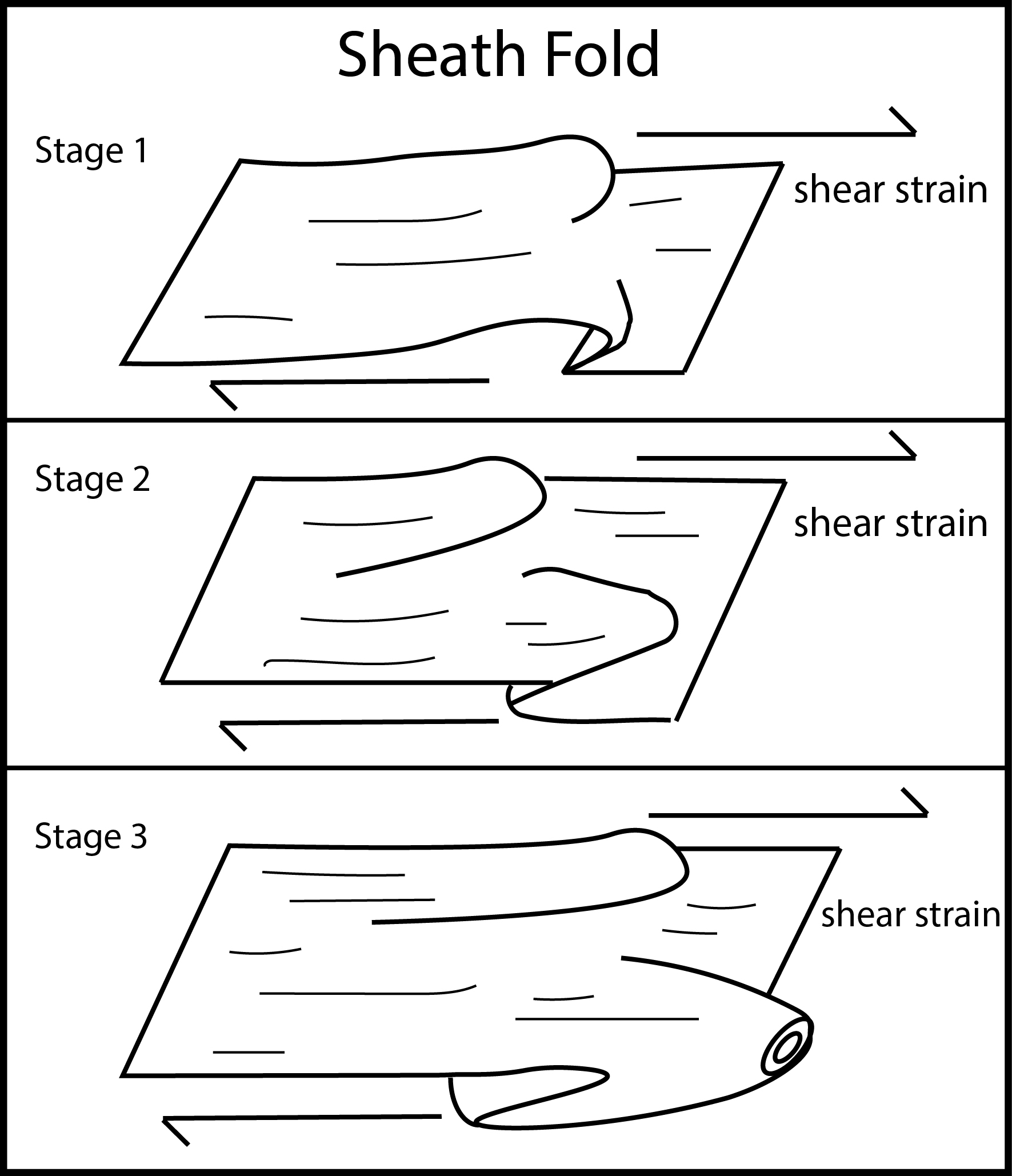
رسم تخطيطي يوضح بنية وتطور طية الغمد

تتشكل طيات الغمد Sheath folds في المناطق التي تتفاعل فيها الصخور بشكل مختلف مع القص البسيط، بسبب الاختلافات في الكفاءة competenceعبر الطبقات. يحدث ثني لخط المفصل بشدة في طيات الغمد.

## حركية الطي
تحت تأثير القوة، يحدث انحناء لطبقات الصخور عن طريق إحدى عمليتين حركيتين، إما عن طريق هجرة (انتقال) المفصل أو عن طريق دوران الأطراف.

### انتقال المفصل

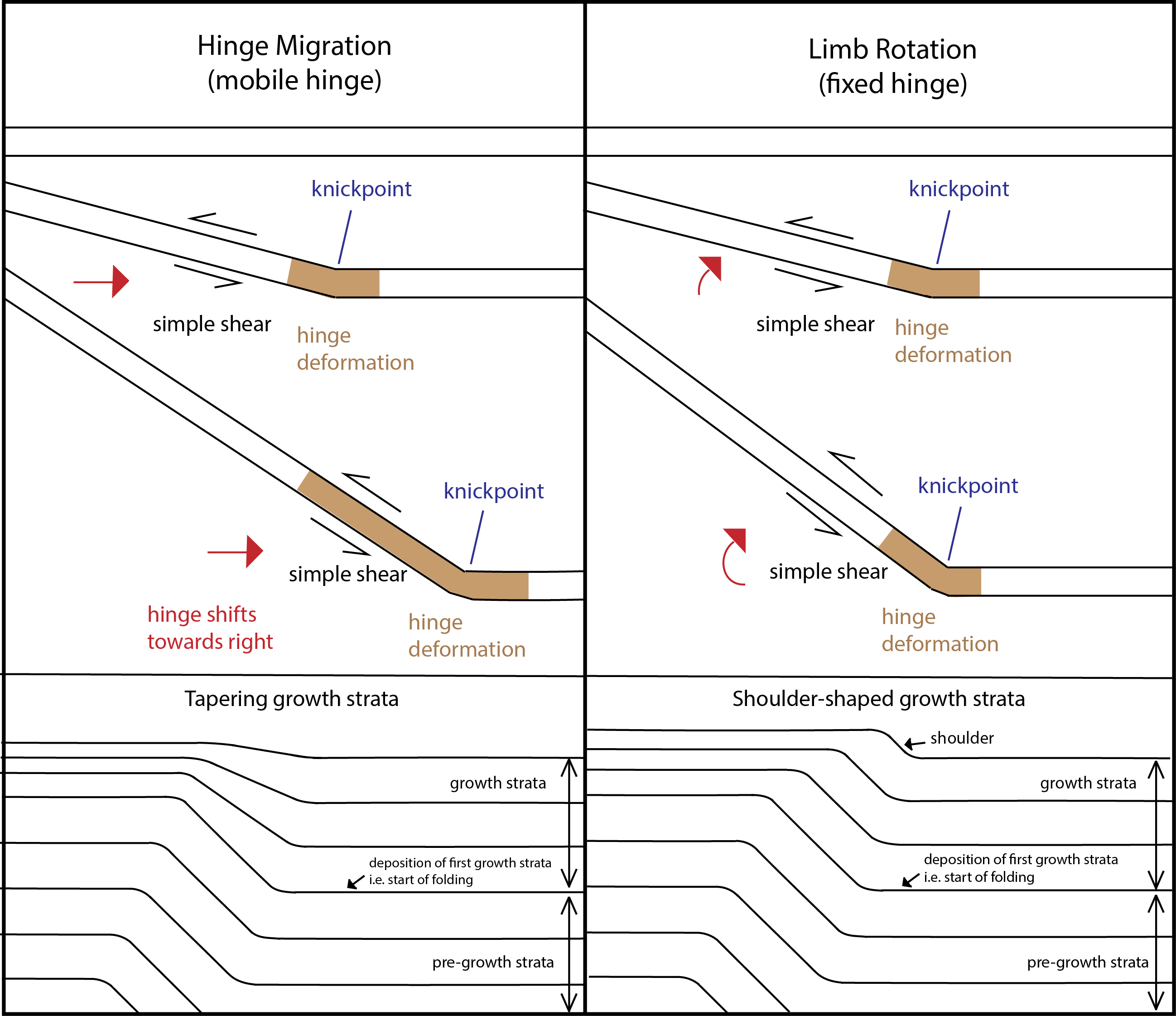
الشكل 3: توضيح للحركية الثنائية، هجرة المفصل (على اليسار) ودوران الأطراف (على اليمين) ونمط طبقات النمو الخاصة بهما.

يمكن للمفصل القابل للطي أن يهاجر (ينتقل) عندما يحدث طي الطبقات عن طريق انتقال المفصل، ولكن المفصل يكون ثابتًا عندما يحدث طي الطبقات عن طريق دوران الأطراف. تكون إحدى مفصلات الطيات على الأقل في بنية الطيات بأكملها متحركة أثناء نمو الطيات ثلاثي الأبعاد. على سبيل المثال، كما هو موضح بواسطة النماذج الحركية، يجب أن يحتوي هيكل طيات انتشار الصدع على ثلاث طيات مقعرة/طيات مقوسة ذات مفصلات مهاجرة وطية مقعرة واحدة ذات دوران مفصلي ثابت.
يمكن التمييز بين هجرة المفصلات ودوران الأطراف من خلال العديد من السمات البنيوية والجيومورفولوجية.
طبقات النمو، والمعروفة أيضًا باسم الطبقات التكتونية، هي طبقات رسوبية تترسب في نفس وقت الطي. تتميز هذه الطبقات بتناقص سمك الطبقات باتجاه قمة الطية المحدبة (الشكل 1). وهي موجودة في أنماط هندسية مختلفة. يمكن أن يُعزى التباين في الأنماط الهندسية إلى حركية الطيات ومعدل الرفع ومعدل الترسيب.
النقطة المنحنية knickpoint هو مصطلح مورفولوجي لقسم من وادي نهر حالي أو مهجور يُظهر تغيرًا مفاجئًا في المنحدر، ويمكن أن يعزى ذلك إلى التآكل التبايني أو التشوه الهيكلي. ترتبط عادةً بالشلالات والبحيرات.
بالنسبة لتعريف فجوات الرياح wind gaps، يرجى الاطلاع على القسم الفرعي #التيارات المنحرفة حول أنف الطية.
| هجرة المفصلة مقابل دوران الأطراف | هجرة المفصلة مقابل دوران الأطراف            | هجرة المفصلة مقابل دوران الأطراف               |
| السمات البنيوية والجيومورفولوجية | هجرة المفصلة                                | تدوير الأطراف                                  |
| -------------------------------- | ------------------------------------------- | ---------------------------------------------- |
| نمط طبقات النمو                  | على شكل كتف                                 | التناقص التدريجي                               |
| تشوه المفصلة                     | في الطرف والمفصلة                           | فقط بالقرب من المفصلة الثابتة                  |
| نقطة الانطلاق                    | التحول على طول اتجاه هجرة المفصلة           | وضع ثابت                                       |
| فجوات الرياح                     | يمكن أن تتشكل فجوات رياح متعددة من نهر واحد | من غير المرجح أن تتشكل أكثر من فجوة رياح واحدة |

## آلية الطي
يمكن تقسيم الطيات التي قد تشهد نموًا ثلاثي الأبعاد مطولًا إلى مجموعتين وفقًا لأسبابها، وهي طية الانفصال detachment fold والطية القسرية forced fold. يمكن التمييز بينهما بشكل أساسي من خلال وجود تحكم رئيسي في الخطأ في بنية الطي في الطيات القسرية، وغياب ذلك في طيات الانفصال. الأسباب التي تؤدي إلى الطيات لكنها لا تساهم في نمو الطيات بشكل كبير في جميع الأبعاد الثلاثة، مثل طيات الإن إشيلون، وطيات السحب، وطية الانقلاب، ليست ضمن هذه المجموعات. إن فهم تطور الطيات أمر مهم لأنه يساعد علماء جيولوجيا البترول على اكتساب فهم أفضل لتوزيع الفخاخ البنيوية للهيدروكربون.

### طيات الانفصال
|  |  |

كما هو موضح في المثال المرئي لطيات الانفصال في الشكل 4، توجد طيات في طبقات الصخور فوق موضع الانفصال (الورق: غير كفء ) بينما تظل طبقات الصخور أسفلها (المنضدة: كفؤة، إذا تشوهت فسوف تنكسر) غير مشوهة، حيث يتركز إجهاد التقصير في طبقات الصخور فوق الانفصال. في البيئة التي تكتسب فيها الطبقات المتداخلة كفاءة متناقضة، عادة ما يُعثر على الانفصال (الواجهة بين الورق والطاولة) على طول الطبقات في وحدة صخرية كفؤة (مثل الحجر الرملي) أو على طول واجهة وحدة صخرية كفؤة وغير كفؤة (مثل المتبخرات). تكتسب الطية سعة أعلى وطول موجي أطول وعرض أوسع عندما تتعرض طبقات الصخور فوق الانفصال لضغط تقصير موازٍ للطبقات أو بزاوية منخفضة بالنسبة لها. بصرف النظر عن معاملات الإجهاد، فإن تباين الكفاءة عبر الطبقات واختلاف الإزاحة على طول الانفصال هي العوامل الرئيسية التي تساهم في هندسة الطية ونمط النمو ثلاثي الأبعاد.

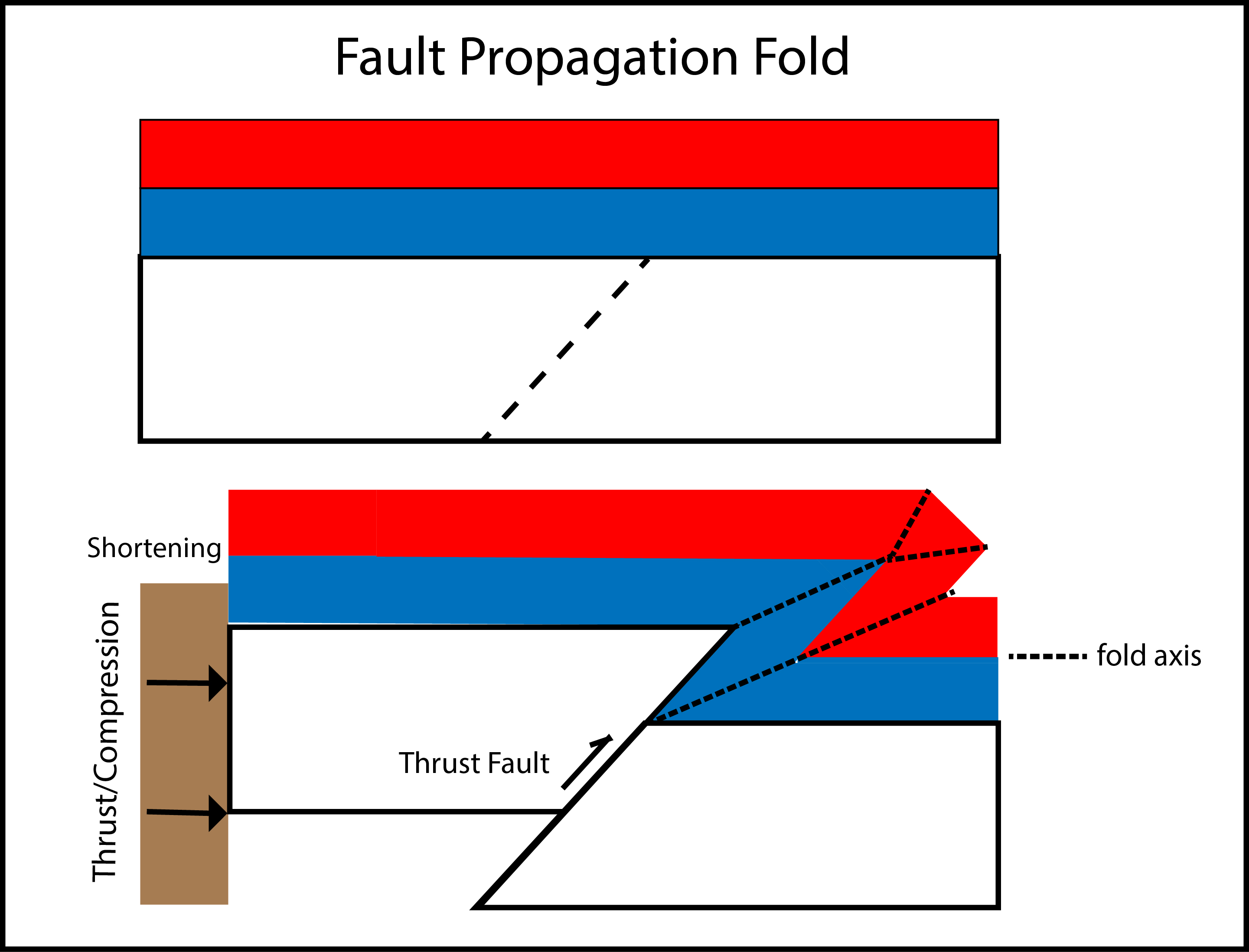
الشكل 6: نموذج لطيات انتشار الصدع، مثال للطيات القسرية. لاحظ أن الطي في الطبقات الرسوبية العلوية يُتحكم فيه عن طريق التصدع في الصخور القاعدية.

### الطيات القسرية
هناك نوعان شائعان من الطيات القسرية، وهما: طيات الانحناء الصدعي وطيات انتشار الصدع. يحدث الطي فوق الجدار المعلق لمنحدر الطي في طيات الانحناء الصدعي، بينما يحدث الطي فوق قطع صدع الدفع (طرف الصدع) في طيات انتشار الصدع. وهي عادة ما تكون غير متماثلة إلى حد كبير حيث يكون أحد جانبي الطرف أكثر انحدارًا من الجانب الآخر. عادة ما يكون إجهاد التقصير بزاوية عالية على الطبقات ويتركز على طول المستوى المنزلق وفي الجدار المعلق للصدع الدافع. تكتسب الطية سعة أعلى وطول موجي أطول وعرضًا أوسع مع انزلاق الصخور على طول مستوى صدع الدفع المتزامن الأساسي، مما يُلقي بتأثير كبير على النمو ثلاثي الأبعاد للطية. لذلك، يُتحكم في الطيات القسرية من خلال بنية الصدع في الصخور القاعدية على طول الأسطح المستوية أو الصدعية. إن مقدار إزاحة الصدع من شأنه أن يتحكم في سعة الطية، والنمو الجانبي للصدع يستلزم النمو الجانبي للطية، كما أن ارتباط الصدع يستلزم ارتباط الطية بالسطح. عند مقارنة الطيات القسرية بطيات الانفصال، فإن الكفاءة المتباينة عبر الطبقات ليست واضحة والبيئات التكتونية التي توجد فيها غالبًا ما تكون أكثر تنوعًا.
|  |  |

يمكن أن تتطور طية الانفصال إلى طية قسرية عندما يتجاوز إجهاد التقصير الحد الأقصى لقوة الصخر strength of rock، ونتيجة لذلك قد ينتشر الانفصال لأعلى نحو اللب المضاد للانحناء ويتسبب في تصدع طية الانفصال. يفرض الهيكل الناتج خصائص كل من طيات الانفصال وطيات انتشار الصدع. يمكن العثور على نموذج هيكلي من هذا النوع في حزام طيات مروحة المسيسيبي في خليج المكسيك.

## تحديد نمو الطيات ثلاثية الأبعاد

### نمو الطيات في المقطع العرضي، عبر أبعاد محور الطيات
يعتمد نمذجة التطور الحركي للطيات في العرض المقطعي cross-sectional view عادةً على أحد المخططات التالية: الترميم المتوازن balanced restoration، أو النمذجة الحركية الأمامية، أو مزيج من الاثنين.

### نمو الطية في البعد الجانبي
لا يمكن إجراء استعادة القسم في جميع الأبعاد الثلاثة إلا بواسطة برامج متخصصة للغاية ويجري استخدامها بشكل أساسي للدراسات في مجال الهيدروكربون.
وبدلاً من ذلك، يمكن استخدام الأدلة الجيومورفولوجية (علم تشكل الأرض)، وخاصة ميزات الصرف، لتحديد اتجاه الانتشار الجانبي لنمو الطيات. هناك 6 معايير رئيسية لتحديد نمو الطية الجانبية:

#### درجة تشريح السطح وكثافة الصرف على طول قمة الطية
تنخفض كثافة الصرف Drainage density (= الطول الكلي للنهر / مساحة حوض الصرف) ودرجة تشريح السطح مع اتجاه انتشار الطية. إن الكثافة الأعلى للصرف والدرجة الأكبر من تشريح السطح في جزء معين من شريحة الطية تتوافق مع النضج الأعلى لهذا الجزء، والذي يمكن استنتاجه من خلال أن هذا الجزء تعرض للتآكل لفترة زمنية أطول بعد الرفع. ومن ثم، فقد شهدت ارتفاعًا نسبيًا في وقت أبكر من الأجزاء الأخرى من الطية. يمكن أيضًا استخدام التحليل الرياضي لنضج الصرف الذي يأخذ في الاعتبار طول مجرى النهر وترتيبه لتحديد الأعمار النسبية لأحواض الصرف المختلفة.

#### التغير التدريجي في ملف التربة
تتعرض الأقسام الأقدم من الطية لمزيد من التآكل وبالتالي يكون لها شكل تربة مختلف مقارنة بنظيراتها الأصغر. يمكن تصنيف مقاطع التربة إلى مراحل مختلفة من التطور وفقًا للمراحل المورفولوجية لآفاق الكربونات في التربة، وكتلة الكربونات الثانوية، ومحتوى أكسيد الحديد، ومحتوى معادن الصلصال، وسمك طبقة الصلصال، وسطوع لون التربة، وبالتالي تحديد اتجاه النمو الجانبي للطية. علاوة على ذلك، فإن تأريخ مواد التربة باستخدام الكربون المشع أو سلسلة اليورانيوم من شأنه أن يضع قيودًا زمنية على أجزاء معينة من الطية وبالتالي يساعد في تحديد معدل نمو الطية الجانبية.
ومع ذلك، فإن معيار المقارنة هذا يعتمد على افتراض أن الوقت هو العامل الوحيد المهم الذي يساهم في اختلافات ملامح التربة عبر أجزاء مختلفة من الطية، ويستبعد العوامل الأخرى للتباين مثل المواد الأم للتربة والمناخ والنباتات والتضاريس الأولية. لذلك، فإن التغيير التدريجي في ملف التربة هو في الواقع دليل ثانوي على نمو الطيات الجانبية.

#### التغير الهيكلي
يجب أن ينخفض الارتفاع الهيكلي على طول قمة الطية على طول اتجاه نمو الطية لأن الجزء الأقدم من الطية يتعرض لارتفاع أكبر من نظيره الأصغر. ومع ذلك، قد يكون هذا مضللاً بشدة في البيئة التآكلية النشطة حيث يكون التآكل وليس الرفع بسبب نمو الطيات هو القوة المهيمنة على تشكيل المناظر الطبيعية، ونتيجة لذلك لا يمكن استخدامه إلا كدليل ثانوي على نمو الطيات.

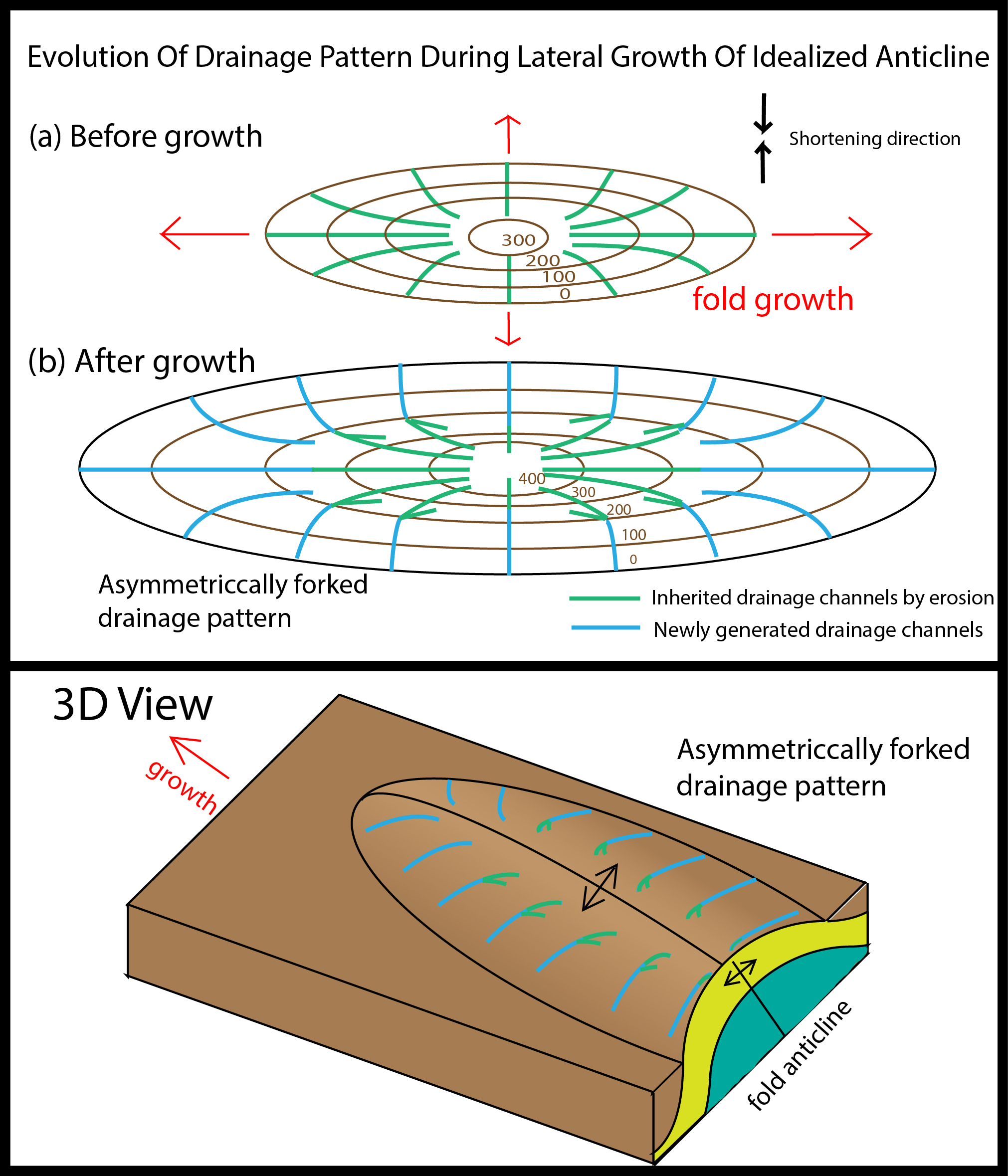
الشكل 9: نمط الصرف المتشعب غير المتماثل. يوضح الرسم البياني نمط الصرف (أ) قبل و (ب) بعد نمو الطية الجانبية، بالإضافة إلى عرض ثلاثي الأبعاد لنمط الصرف غير المتماثل. لقد أدى التآكل القوي للنهر على قاع الصخر إلى الحفاظ على وادي الصرف القديم في مجرى النهر العلوي، وبالتالي فإن بعض قنوات الصرف من الجيل الأول موروثة ومرتبطة بقنوات الصرف الحالية. (رامزي 2008).

#### نمط تصريف مميز على منحدر الطية المحدبة
يتشكل نمط تصريف متشعب غير متماثل أثناء النمو الجانبي للطية. الاتجاه الذي تنحني فيه قنوات الصرف بعيدًا عن قمة الطية هو اتجاه نمو الطية الجانبية (الشكل 7). تخيل الموقف التالي: في مرحلة مبكرة من الطي وبالقرب من طرف الطية، يتدفق النهر تقريبًا على طول قمم الطية نحو نهاية الطية حيث يميل النهر إلى التدفق أسفل منحدر أقصى انحدار. ومع استمرار الطي، لم تعد هذه النقطة موجودة عند طرف الطية حيث تنمو الطية جانبياً. مع رفع النقطة إلى ارتفاع أعلى، لم يعد منحدر أقصى التدرج على طول قمة الطية، بل أصبح المسافة من مفصل الطية إلى الطرف الآخر من طرف الطية، والذي يكون عموديًا تقريبًا على الاتجاه الأصلي. ونتيجة لذلك، يتدفق الجيل الجديد من النهر بشكل عمودي على قمة الطية على طول أطراف الطية. ونتيجة لتآكل النهر القوي في المجرى العلوي، فإن بعض قنوات الصرف في المرحلة السابقة محفورة بعمق في قاع الصخر، وبالتالي يستمر النهر في التدفق على طول هذه الأجزاء العليا من القنوات القديمة التي لا تتبع أقصى انحدار للمنحدر. ونتيجة لذلك، فإن الجمع بين اتجاه التدفق الموازي للطية والقمة في الجزء العلوي من قنوات الصرف (والتي جرى توريثها من المراحل المبكرة من التشوه) واتجاه التدفق العمودي للطية والقمة في منتصف وأسفل قنوات الصرف، يؤدي إلى نمط تصريف غير متماثل يشبه الشوكة المنحنية. يعد هذا المعيار دليلاً قوياً على نمو الطية الجانبية.

#### تيارات منحرفة حول أنف الطية
|  |  |

تنحرف الجداول عندما تلتقي بالصخور المرتفعة وتتدفق على طول حدود الطية، والتي تكون موازية أو شبه موازية لمحور الطية، ويكون انحناء التيار المنحرف محدب نحو اتجاه نمو الطية الجانبية على طول قمة الطية.
هناك احتملان عندما يحدث حظر لمسار مجرى مائي بواسطة كتلة مرتفعة من الصخور. الاحتمال الأول: أن يمتلك التيار طاقة تدفق عالية بما يكفي لقطع الصخور المرتفعة، بحيث لا يتغير مجرى النهر بشكل كبير. وهنا تُفتح قناة في الصخور المرتفعة بسبب التآكل، وهو ما يعرف باسم فجوة المياه. ويستمر التدفق حتى ترتفع الصخور أكثر ولم يعد النهر يملك القوة التآكلية الكافية لقطعها، مما يؤدي إلى الاحتمال الثاني. الاحتمال الثاني: أن التيار لا يملك قوة تآكلية كافية لقطع الصخور، فينحرف ليتدفق على طول حدود الكتلة المرتفعة كما ذكرنا آنفاً. تُعرف قناة النهر المهجورة باسم فجوة الرياح. من هنا، يتدفق النهر إما على طول حدود الطية وينحني حول طرف الطية، أو قد يقطع الصخور في بعض النقاط على الرغم من الحجب، إما بسبب اكتساب قوة تيار كافية من خلال احتجاز التيار للروافد الصغيرة على طول تدفقه، أو وجود بقعة ضعيفة بشكل خاص في الصخر. في كلتا الحالتين، يستمر النهر في التدفق حتى يؤدي ارتفاع الصخور إلى صعوبة مرور النهر من خلالها، مما يؤدي مرة أخرى إلى انحراف القناة وتشكيل فجوة رياح جديدة.

#### فجوات الرياح

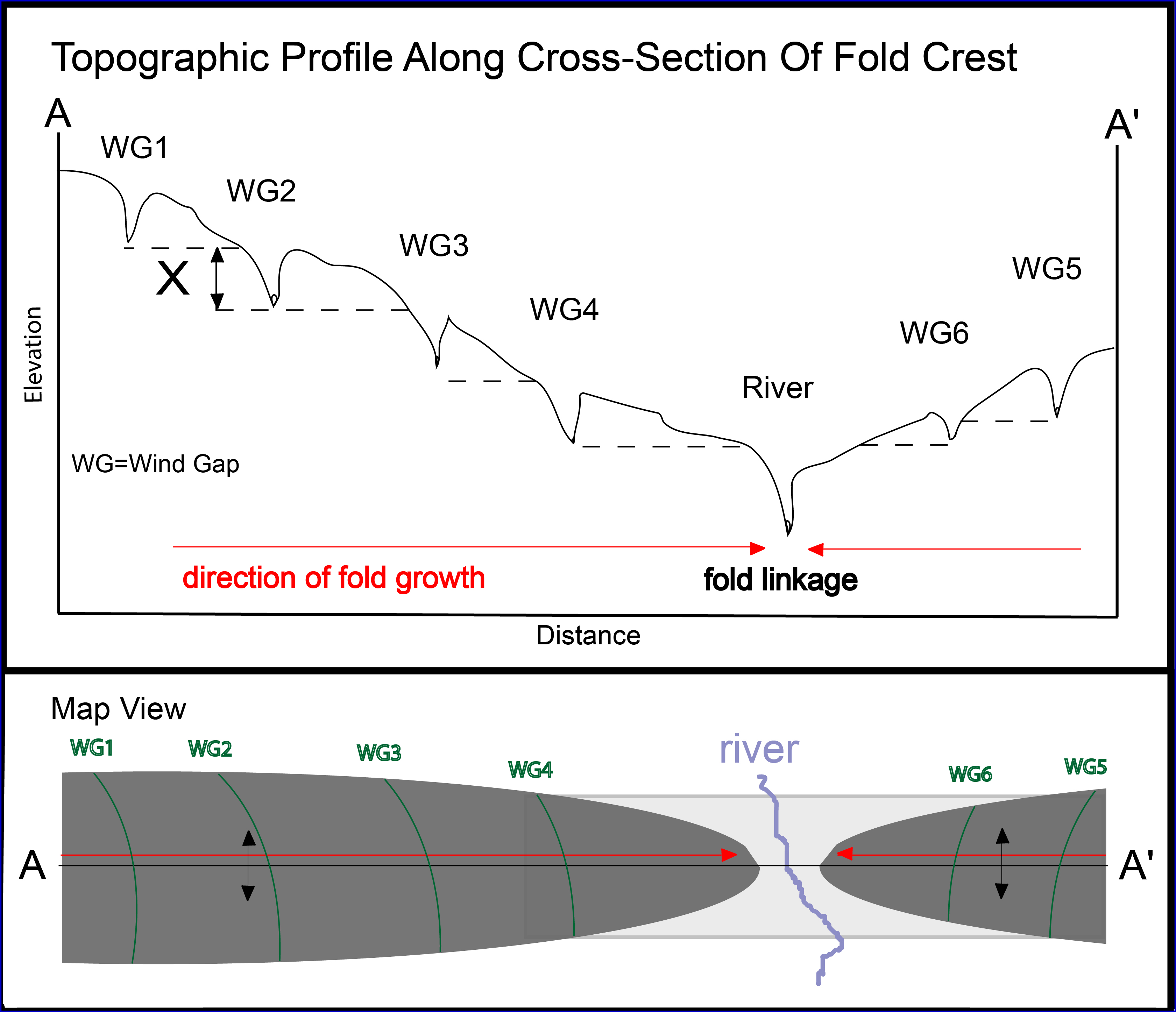
الشكل 12: يوضح الرسم التخطيطي العلوي المقطع العرضي AA' على طول قمم الطيات لطيتين متنامتين. ويُظهر الجزء السفلي عرض خريطة للمنطقة. WG=فجوة الرياح. الأسهم الحمراء: اتجاه نمو الطية الجانبية؛ ينخفض ارتفاع فجوة الرياح على طول اتجاه نمو الطية الجانبية وتصبح انحناءات فجوات الرياح محدبة نحو اتجاه نمو الطية الجانبية. تنمو القطعتان المطويتان تجاه بعضهما البعض ثم تندمجان. يتم تحديد أنماط الصرف المتشعبة غير المتماثلة على أجزاء الطي. (Hetzel 2004)، و(He وLi 2009) و(Ramsey 2008).

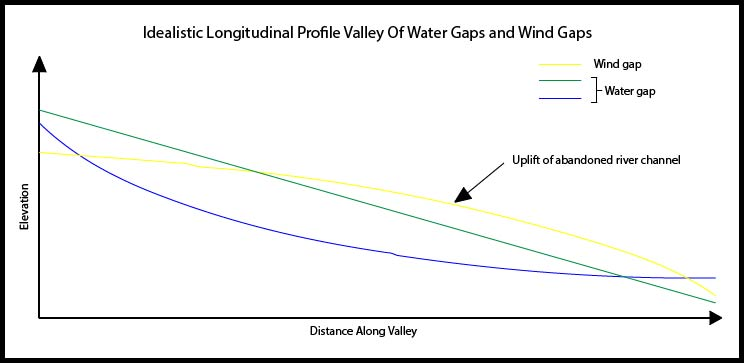
الشكل 13: مخططات مثالية للفجوة المائية والفجوة الريحية للنهر على التوالي. الخط الأصفر – فجوة الرياح؛ والخط الأزرق والخط الأخضر – فجوة المياه. لاحظ أن هذا الرسم التخطيطي مثالي للغاية وأن الشكل الفعلي لفجوة الرياح والمياه يجب أن يكون أكثر وعورة وعدم انتظام، على الرغم من أن الاتجاه المتوسط سيكون مشابهًا للرسم التخطيطي. (He و Li 2009).

ينخفض ارتفاع فجوات الرياح على طول اتجاه نمو الطية ويصبح انحناء فجوات الرياح المنحنية محدبًا باتجاه اتجاه نمو الطية. يمكن تشكيل فجوات رياح متعددة من نهر واحد إذا كان هناك نمو مستمر للطيات الجانبية واستمر النهر في الانحراف، عن طريق التخلي عن قناته السابقة وتشكيل قناة جديدة حول الجزء الخارجي من الطية النامية. في المخطط الطبوغرافي على طول قمة الطية، تظهر فجوات الرياح على شكل وادي عميق ضيق على شكل حرف V. يتوافق عمق شق فجوة الرياح مع فترة تآكل النهر النشط قبل التخلي عن القناة، أي مدة حالتها باعتبارها نهرًا أو فجوة مائية. نظرًا لأن وقت هجران قناة نهر قديمة (وقت تكوين فجوة رياح جديدة) هو وقت تكوين قناة نهر جديدة وبداية التآكل في القناة الجديدة، فإن الارتفاع الأساسي لفجوة الرياح يساوي تقريبًا الارتفاع السطحي لخليفتها، بشرط أن تكون قد تشكلت من نفس النهر. لذلك، يجب أن ينخفض ارتفاع فجوات الرياح دائمًا على طول اتجاه نمو الطيات الجانبية على طول قمة الطيات، وهو أحد أقوى الأدلة، وإن لم يكن حاسمًا، على خصائص نمو الطيات. وباعتبارها تيارات منحرفة سابقة، قد تظهر بعض فجوات الرياح انحناءً محدبًا في اتجاه نمو الطيات الجانبية.
في النموذج الرقمي للارتفاع (Digital Elevation ModelDEM)، يُظهر الملف الطولي لفجوة الرياح اتجاهًا محدبًا إلى الأعلى ويُظهر الملف الطولي لفجوة المياه اتجاهًا مقعرًا إلى الأعلى أو خطيًا.
لا يمكن لأي من الطرق المذكورة أعلاه أن تكون حاسمة في تحديد نمو الطيات ثلاثية الأبعاد، ويجب استخدام مجموعة من الطرق، لأنه يمكن إنتاج مورفولوجيا مماثلة عن طريق دوران الأطراف والتآكل التبايني عبر طبقات ذات كفاءة متفاوتة، والتي لا تنطوي على نمو طيات ثلاثية الأبعاد.

### ويلر ريدج، كاليفورنيا

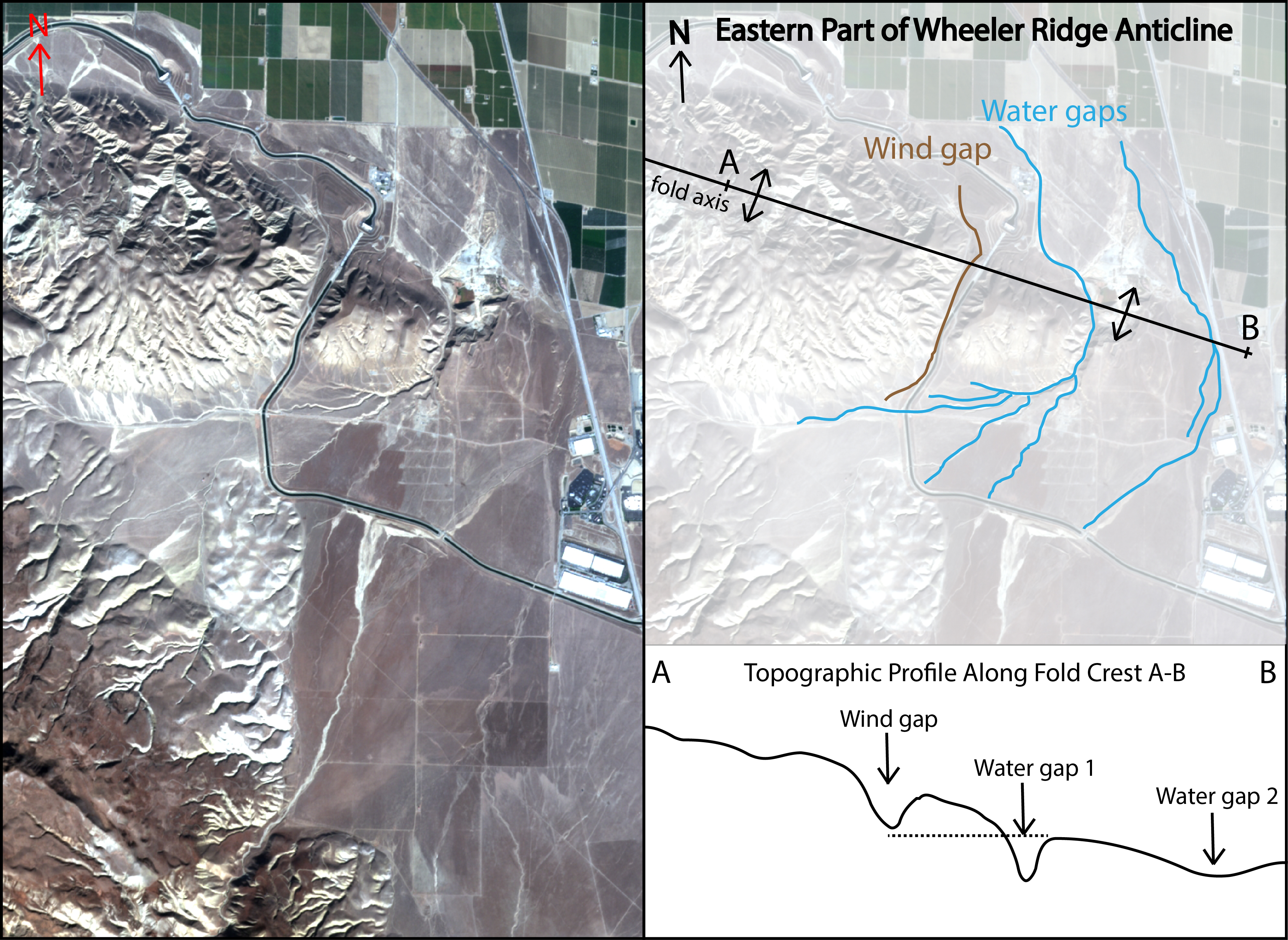
الشكل 14 على اليسار: صورة القمر الصناعي Sentinel لمنطقة ويلر ريدج، كاليفورنيا. يمين: يظهر فجوات المياه وفجوة الرياح في الجزء الشرقي من طية ويلر ريدج والملف الطبوغرافي AB عبر قمة الطية. الخط البني: مفصل قابل للطي؛ الخط الأزرق: فجوة النهر/الماء؛ الخط البني: فجوة الرياح

تقع طية ويلر ريدج في جنوب كاليفورنيا، وهي طية انحناء صدع تتجه من الشرق إلى الغرب، وهي جزء من نظام صدع بليتو-ويلر ريدج. كان التشوه البنيوي في المنطقة نشطًا منذ أواخر العصر الحديث الأقرب (البلستوسيني)، مما أدى إلى نمو كبير في الطيات ثلاثية الأبعاد.
لقد شهد الطرف الشرقي من الطية المضادة نموًا في الطيات باتجاه الشرق والجنوب الشرقي.
أولاً، يتناقص الارتفاع الهيكلي لتلال ويلر الشرقية من الغرب إلى الشرق، مما يشير إلى أن الجزء الشرقي من القسم المفحوص مرتفع ومعرض للتآكل في وقت لاحق عن الجزء الغربي من القسم المفحوص. وبالتالي فهو يدعم اتجاه نمو الطية من الغرب إلى الشرق.
ثانياً، تُظهر قنوات النهر الرئيسية المتدفقة انحناءً يتجه نحو الشرق والجنوب الشرقي. ويبدو أن الانحناء ناتج عن الارتفاع التدريجي للصخور باتجاه الشرق والجنوب الشرقي ويُظهر تشابهًا مع أنماط الجداول المنحرفة أثناء نمو الطيات الجانبية. وبناءً على هذا الافتراض، فإن هذا الدليل يدعم نمو الطية باتجاه الشرق والجنوب الشرقي.
ثالثًا، يمكن رؤية هجر قنوات النهر القديمة (تكوين فجوة الرياح) في صورة طبوغرافية عبر قمة التلال. كما هو موضح في الشكل 12، فإن الارتفاع الأساسي لفجوة الرياح يتوافق تقريبًا مع الارتفاع السطحي لفجوة المياه 1، مما يشير إلى أن قناة النهر الأصلية على طول فجوة الرياح قد جرى التخلي عنها في نفس الوقت الذي بدأ فيه الماء يتدفق في فجوة المياه 1 وبالتالي من المحتمل أن يكون الاثنان قد تشكلا من النهر. يبدو أن النهر الذي كان يتدفق في الأصل في فجوة الرياح انحرف بسبب الرفع والتدفق على طول فجوة المياه 1 بدلاً من ذلك. ولذلك، هناك أدلة قوية تدعم أن الطية تنمو جانبياً باتجاه الشرق والجنوب الشرقي.
رابعاً، يشير تحليل التربة إلى ارتفاع مستوى تطور التربة في الجزء الغربي من المقطع المفحوص، ويتناقص مستوى تطور التربة تدريجياً باتجاه الشرق. يقترح أن الجزء الغربي من المنطقة المفحوصة له عمر أكبر مقارنة بالجزء الشرقي، وبالتالي فإن الطية تنمو من الغرب إلى الشرق.

## قراءة إضافية
- كيلر، EA، جورولا، L.، وتيرني، TE (1999). المعايير الجيومورفولوجية لتحديد اتجاه الانتشار الجانبي للصدع العكسي والطيات. الجيولوجيا، 27(6)، 515-518.
- رامزي، إل إيه، ووكر، آر تي، وجاكسون، جيه. (2008). تطور الطيات وتطور الصرف في جبال زاغروس في محافظة فارس، جنوب شرق إيران. بحوث الحوض، 20(1)، 23-48.
- Ahmadi, R., Ouali, J., Mercier, E., Mansy, JL, Lanoë, BVV, Launeau, P.,... & رافيني، س. (2006). الاستجابات الجيومورفولوجية لهجرة المفصلات في طيات الصدع في أطلس جنوب تونس. مجلة الجيولوجيا البنيوية،28(4)،721-728.
- غراسيمان، ب.، وشمالهولز، إس إم (2012). نمو الطيات الجانبية وارتباط الطيات. الجيولوجيا، 40(11)، 1039-1042.
- كووي، بنسلفانيا (1998). التحكم في ردود الفعل العلاجية وإعادة التحميل على معدل نمو الصدوع الزلزالية. مجلة الجيولوجيا البنيوية، 20(8)، 1075-1087.